# Кліона
Кліона (Clione) — рід вільно-плаваючих пелагічних морських слимаків, що входять до групи морських янголів. Містить два види невеликих м'якотілих морських тварин з прозорими «крилами».